# بخش بوردمن (شهرستان ماهونینگ، اوهایو)
بخش بوردمن (به انگلیسی: Boardman Township) یک منطقهٔ مسکونی در ایالات متحده آمریکا است که در شهرستان ماهونینگ، اوهایو واقع شده‌است.
 بخش بوردمن ۶۱٫۶ کیلومتر مربع مساحت و ۴۰٬۸۸۹ نفر جمعیت دارد و ۳۲۲ متر بالاتر از سطح دریا واقع شده‌است.